# Ricardo Alexandre dos Santos
Ricardo Alexandre dos Santos, född 24 juni 1976 i Passos i Brasilien, är en brasiliansk före detta fotbollsspelare.